# Joseph Lewi
Joseph Lewi (17. srpna 1820, Radnice, Čechy – 19. prosince 1897, Albany, New York) byl česko-židovský lékař působící v USA.

## Život a činnost
Studoval na univerzitách v Praze a ve Vídni, kde v získal titul doktora medicíny. V roce 1846 byl jmenován asistentem ve vídeňské nemocnici a následujícího roku si zařídil praxi v Radnicích, ale už v revolučním roce 1848 emigroval do Spojených států a usadil se v Albany.
Tam působil v místní nemocnici a později se stal prezidentem lékařské společnosti okresu Albany a vrchním cenzorem státní lékařské společnosti. Byl jedním ze čtyřiceti dvou občanů Albany, kteří v roce 1863 uspořádali v tomto městě ligu Unie.

## Potomci
Joseph Lewi měl čtrnácti dětí, z nichž třináct ho přežilo.
- Nejstarší syn Isidor Lewi (9. května 1850, Albany – 1938[1]), novinář, vystudoval Akademii v Albany, spolpracoval s několika deníky, New York Tribune či New Era Illustrated Magazine.
- další syn Maurice J. Lewi (* 1. prosince 1857), byl lékařem v New Yorku. V roce 1877 absolvoval Albany Medical College. Po postgraduálním kurzu v Heidelbergu a ve Vídni působil od roku 1880 jako praktický lékař v rodném Albany, přednášel na Albany Medical College a byl profesorem lékařského práva na Albany Law School. V roce 1891 byl jmenován tajemníkem státní rady lékařů a v roce 1892 se přestěhoval do New Yorku.